# Camptogramma
Camptogramma từng là một chi thuộc họ Geometridae. Ngày nay nó được xem là một đồng âm của Euphyia.

## Các loài tiêu biểu
- Camptogramma bilineata – Yellow Shell (Linnaeus, 1758)
  - Camptogramma bilineata bilineata (Linnaeus, 1758)
  - Camptogramma bilineata bohatschi (Aigner, 1902)
- Camptogramma bistrigata (Treitschke, 1828)
- Camptogramma grisescens (Staudinger, 1892)
- Camptogramma scripturata (Hübner, 1799)
  - Camptogramma scripturata albidaria (Sohn-Rethel, 1929)
  - Camptogramma scripturata placidaria (Freyer, 1852)
  - Camptogramma scripturata poliata (Schawerda, 1913)
  - Camptogramma scripturata rilica (Prout, 1938)
  - Camptogramma scripturata scripturata (Hübner, 1799)